# N,N'-二甲基乙二胺
N,N′-二甲基乙二胺（缩写DMEDA）是一种含氮有机化合物，结构简式(CH3NH)2C2H4，带有两个仲胺氮原子，常温常压下为无色液体，有鱼腥味，常用作配合物的螯合剂，以及均相催化的催化剂。